# Billy Bassett
William Isiah „Billy“ Bassett (* 27. Januar 1869 in West Bromwich; † 8. April 1937 ebenda) war ein englischer Fußballspieler und anschließend langjährig als Funktionär und Vorsitzender tätig.
Er stand über 50 Jahre in Diensten von West Bromwich Albion und gilt damit als eine der wichtigsten Persönlichkeiten des Vereins aus den West Midlands.

## Spielerkarriere

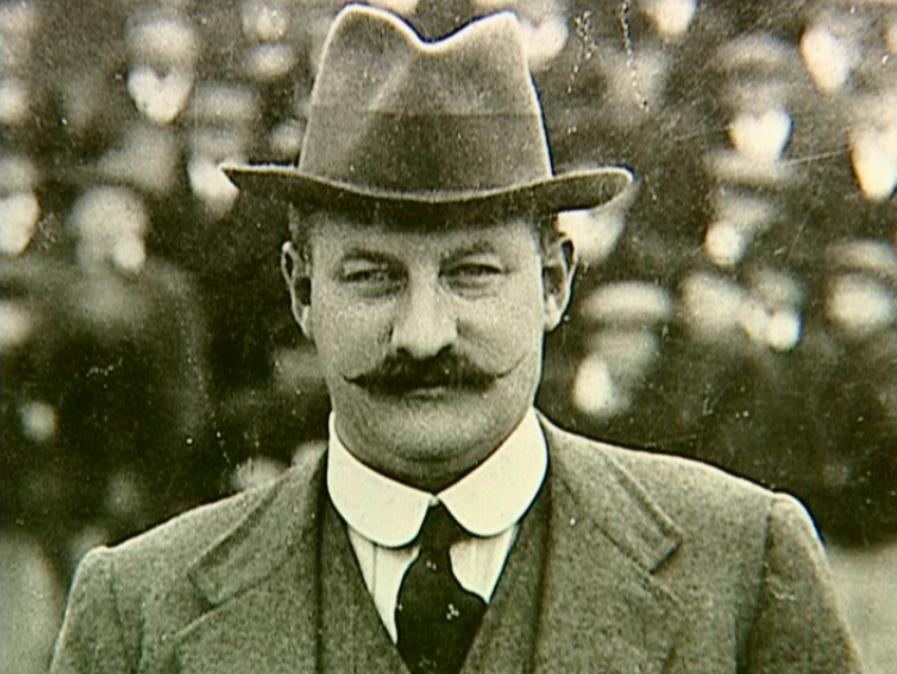
Billy Bassett als Vorsitzender von West Bromwich Albion.

Der in West Bromwich geborene Billy Bassett spielte in diversen Amateurklubs in seiner Heimatstadt und galt für den Profifußball aufgrund seiner geringen Größe zunächst als zu „fragil“. Mit beständig guten Leistungen als Flügelspieler im Jugendteam der West Bromwich Strollers, empfahl er sich nachhaltig und so schloss er sich im August 1886 dem „großen“ West Bromwich Albion an. Er kam für seinen neuen Verein erstmals am Ostermontag, den 11. April 1887 zum Einsatz, wo er gegen Third Lanark im FA Cup debütierte. Seinen ersten Einsatz in der First Division hatte er am 8. September 1888 beim 2:0-Auswärtssieg der Albions beim FC Stoke. Das erste Tor in der ersten Liga gelang ihm schon bei seinem zweiten Spiel am 15. September 1888, einem Auswärtsspiel gegen Derby County, das West Bromwich Albion mit 2:1 gewannen. Im weiteren Verlauf seiner frühen Laufbahn zog es ihn zumeist auf die rechte Flügelseite und er zeigte dort eine überdurchschnittlich gute Ballkontrolle und hohe Schnelligkeit in seinem Spiel, galt auch als torgefährlich. Im Alter von 19 Jahren stand er am 24. März 1888 im Endspiel des weltweit ältesten nationalen Fußballpokalwettbewerb und zeigte beim 2:1-Sieg gegen Preston North End eine gute Leistung. Er bereitete den Führungstreffer von Jem Bayliss zum 1:0 mit einem Dribbling vor und „quälte“ nach Aussage des Autors Philip Gibbons die Abwehrreihen der ein Jahr später als „unschlagbar“ geltenden Mannen aus Preston. Es folgten weitere Karrierehöhepunkte, die im selben Jahr mit einer Niederlage gegen den schottischen Pokalsieger FC Renton – einer zur „Weltmeisterschaft“ hochstilisierten Partie – begannen. Nur sieben Tage nach dem englischen Pokalsieg kam er beim 5:1-Erfolg gegen Irland zu seinem ersten Länderspiel. Sein erstes Tor für England folgte im Februar 1889 bei seinem zweiten Einsatz, als auch Wales deutlich mit 4:1 besiegt wurde.
Bassett, der in insgesamt 16 Länderspielen zwischen 1889 und 1896 acht Tore schoss, spielte bis zum ausgehenden 19. Jahrhundert bei den „Baggies“ und etablierte sich als einer der ersten „Prominenten“ unter den Fußballspielern. Obwohl er auch in der 1888 ins Leben gerufenen nationalen Liga mit 261 Spielen und 61 Toren ein bedeutender Teil der Mannschaft war, blieben seine Erfolge auf den FA Cup beschränkt. Rund vier Jahre nach dem ersten Pokalsieg stand Bassett mit seinem Team erneut im Endspiel, in dem er am 19. März 1892 Aston Villa gegenüberstand. Dort war er bei den ersten beiden Treffern zum deutlichen 3:0-Sieg gegen die anfangs überlegenen „Villans“ beteiligt. Drei Jahre später nahm der Finalgegner Revanche an WBA und verhinderte mit dem 1:0-Sieg seinerseits Bassetts Dreifach-Pokaltriumph.
Seine aktive Laufbahn endete am 24. April 1899 mit einer deutlichen 1:7-Niederlage gegen ebendiesen Gegner. Bassett, der am 28. April 1894 anlässlich einer Freundschaftspartie gegen Millwall Athletic wegen der Verwendung einer „unpassenden Sprache“ als erster Spieler seines Vereins des Feldes verwiesen worden war, beendete nach insgesamt 311 Spielen und 77 Treffern im Alter von 30 Jahren seine Karriere. Neben der englischen Nationalmannschaft hatte er zudem zwischen 1891 und 1897 drei weitere Male in einer Auswahl der Football League gestanden.

## Laufzeit als Funktionär
Nachdem Bassett kurzzeitig die Jugendmannschaft von West Bromwich Albion trainiert hatte, schloss er sich 1905 dem Klub in besonders schweren Zeiten an. Nach dem Abstieg im Jahr zuvor war der komplette Vorstand zurückgetreten und die finanzielle Situation hatte sich deutlich verschlimmert. Bassett gelang es mit dem zurückgekehrten Ex-Vorsitzenden Harry Keys, die kurzfristigen Verbindlichkeiten zu begleichen, indem er in der Gemeinde größere Geldsummen einsammelte. Bassett nahm 1908 selbst den Vorsitz an und verhinderte zwei Jahre später erneut den Bankrott des Vereins; die ausstehenden Spielergehälter im Sommer bezahlte er aus der eigenen Tasche. Nur selten verpasste er eine Vorstandssitzung und die Jahreshauptversammlung 1936 anlässlich seiner 50-jährigen Verbundenheit mit dem Klub ähnelte einer Jubiläumsfeier.
Auch außerhalb der Vereinsgrenzen nahm Bassett Verpflichtungen als Funktionär wahr. Er war gleichweg ein Förderer der Football Association als auch der Football League, in dessen Komitee er ab August 1930 saß. Seine Identifikation mit dem nationalen Fußball ging so weit, dass er die Rivalität mit dem Erzrivalen aus Schottland lebte. In seiner Amtszeit verpflichtete er für West Bromwich Albion nicht einen einzigen schottischen Spieler.
Am 8. April 1937 verstarb Billy Bassett in seiner Geburtsstadt. Als „sein“ Klub zwei Tage später das FA-Cup-Halbfinale gegen Preston North End in Highbury bestritt, gedachte seiner eine Gedenkminute – die sichtlich betrübten Baggies unterlagen deutlich mit 1:4. Zu seiner Trauerprozession versammelten sich mehr als 100.000 Zuschauer in den Straßen von West Bromwich. Postum nahm ihn der Ligaverband 1998 – mehr als 60 Jahre nach seinem Tod – in ihre Bestenliste „Football League 100 Legends“ auf und unterstrich damit Bassetts nachhaltigen Stellenwert im englischen Fußball.

## Erfolge
- Englischer Pokalsieger: 1888, 1892